# New Clothes
「New Clothes」（ニュー・クローズ）は、LAMP IN TERRENの3作目の配信限定シングル。2018年6月15日にA-Sketchから配信された。

## 解説
前作「New Clothes/Dreams」より約2ヶ月ぶり、配信限定シングルとしても「Dreams」より約2ヶ月ぶりとなるシングル。
8月19日に日比谷野外大音楽堂で開催する野外ワンマン・ライヴ"ARCH"のチケット一般発売を6月16日に迎えるにあたり、松本（Vo/Gt）が活動休止前に"覚悟の曲"としてYouTubeと休止前ツアー会場限定CD（すでに販売終了）で発表した新曲「New Clothes」が配信シングルとしてリリースされた。
ジャケットには浜野カズシが撮影した写真が採用されている。

## 収録曲
作詞・作曲∶松本大
1. New Clothes [4:56]

## 収録アルバム
- The Naked Blues（2018年12月5日）
  - New Clothes #2